# Hémorragie

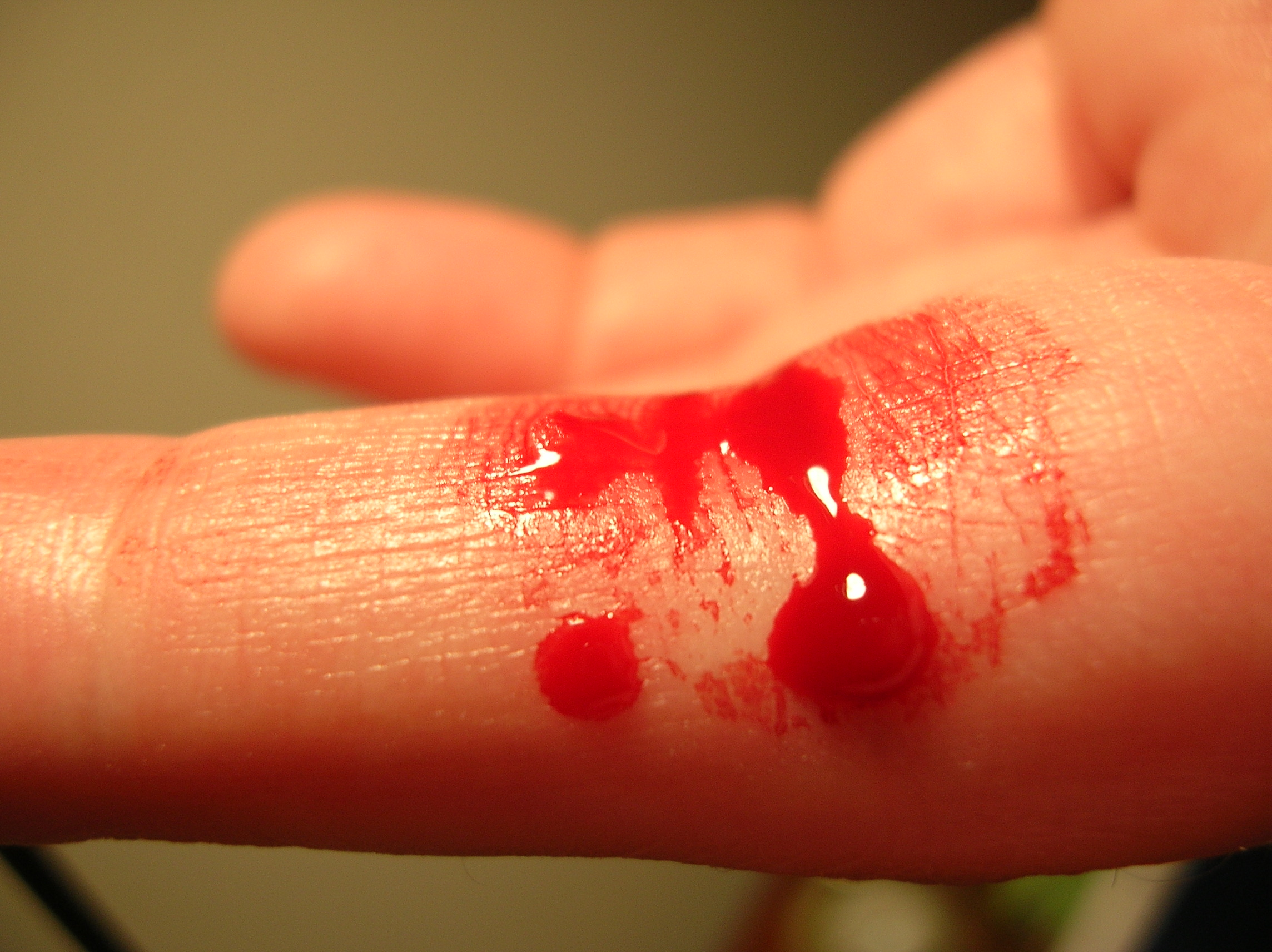
Hémorragie à la suite d'une plaie à un doigt

Une hémorragie (du latin haemorrhagia) désigne un saignement, un écoulement de sang en dehors de l'espace vasculaire constitué par le cœur, les vaisseaux sanguins (veines et artères) et la rate chez certaines espèces.
Une hémorragie peut être de type externe (blessure), extériorisée (le sang s’écoule par les orifices naturels) ou interne (le sang s’écoule à l’intérieur du corps). L'origine peut être traumatique (objet coupant, arme, accident de la route, etc.) ou non traumatique (hypertension artérielle, rupture d’anévrisme, tumeur, etc.).
Une hémorragie peut être minime et n’avoir besoin d’aucune prise en charge médicale. Au contraire, lorsque le saignement est abondant (s’il peut imbiber un mouchoir de papier ou de tissu en quelques secondes), la perte de sang peut entraîner un décès à court terme. Dans ce cas, le traitement est une compression sur la plaie (pansement compressif) ou sur un point de compression, puis une prise en charge médicale. 

## Conséquences
Un saignement est dit important lorsqu’il peut imbiber un mouchoir de tissu ou de papier en quelques secondes. Le risque est un décès à court terme : le sang sert à transporter le dioxygène nécessaire au fonctionnement des organes comme le cœur et le cerveau par exemple.
Suivant la quantité de sang perdu et la localisation du saignement, une hémorragie entraîne :
- une perte de globules rouges pouvant entraîner une anémie (diminution de la concentration en hémoglobine dans le sang, visualisée sur la numération de la formule sanguine). Cette anémie va, selon son degré, entraîner une diminution de l’oxygénation des tissus ;
- une baisse de la pression artérielle pouvant aller jusqu’au collapsus avec diminution de la perfusion d’organes vitaux ;
- si le saignement n’est pas extériorisé (non visible), celui-ci peut constituer une poche sous pression et comprimer les tissus ou organes adjacents, parfois vitaux (hémorragie intra cérébrale dans le cerveau par exemple).

En cas d'hémorragie d’origine traumatique (plaie), il ne faut pas oublier le risque infectieux. Dans le cas des petites hémorragies s’arrêtant spontanément, il faut procéder à un nettoyage ou à une désinfection de la plaie, voir l’article bobologie. Dans le cas d’une hémorragie importante, cet aspect est secondaire devant la perte de sang et est pris en charge par l’équipe médicale ; il peut comprendre une antibiothérapie.

## Typologie
On distingue :
- les hémorragies externes : le sang s’écoule par une blessure, une effraction de la peau, en général d’origine traumatique (ou non, une gingivorragie, saignement des gencives, peut par exemple être causée par une dénutrition extrême); une hémorragie peut être cachée par les vêtements ;
- les hémorragies extériorisées : la « fuite de sang » se trouve à l’intérieur du corps, mais le sang s’écoule par les orifices naturels :
  - épistaxis : saignement de nez,
  - otorragie : saignement d’oreille,
  - hématémèse : vomissement de sang,
  - rectorragie : sang par l’anus, différente du méléna et des hémorroïdes,
  - méléna (orthographié également mœlena) : sang digéré dans les selles, se manifeste par une diarrhée noirâtre, nauséabonde,
  - hématurie : sang dans les urines,
  - hémoptysie : présence de sang dans les expectorations (poumons),
  - métrorragies : saignement anormal originaire de l'utérus, extériorisé par le vagin chez la femme (à distinguer des menstruations ou « règles », phénomène cyclique et naturel de saignement chez la femme en âge de procréer). Les métrorragies sont des saignements en dehors des règles alors que les ménorragies sont des règles particulièrement prolongées ou abondantes,
- les hémorragies internes : le sang s’écoule à l’intérieur du corps ; il peut alors former un hématome lorsque le sang s’accumule dans un tissu ou un organe (muscle, par exemple). Le sang peut également s’épancher dans une cavité interne sans extériorisation : hémopéritoine dans le ventre, hémothorax dans les poumons ou la cavité pleurale, hémopéricarde autour du cœur. Une ecchymose (ou « bleu ») est une infiltration diffuse du sang dans le tissu sous-cutané, secondaire à un traumatisme minime (mais aussi parfois révélateur d’une maladie des vaisseaux) ;
  - dissection aortique,
  - hémorragie méningée,
  - hémorragie intracérébrale,
  - hémorragie viscérale (hémorragie digestive entre autres),
  - hémarthrose : saignement des articulations, très fréquent chez les hémophiles, lors d'un traumatisme souvent mineur.

Certains signes dermatologiques peuvent aussi être associés à des causes internes :
- purpura : petites lésions rouges qui ne s'effacent pas à la vitropression ;
- pétéchies ;
- vibices : traces rouges allongées, forme particulière de purpura pétéchial.

## Origines

### Traumatiques
Les blessures avec un objet coupant, perforant ou par arme, causent en général une hémorragie externe.
Les hémorragies peuvent aussi être causées par un coup, un choc, une chute, ou peuvent résulter de l’arrachement d’un organe par décélération brutale lors d’un accident de la route ; ce sont en général des hémorragies internes ou extériorisées.

### Non traumatiques
- Causes cardiovasculaires : hypertension artérielle, rupture d’anévrisme, tumeur ou malformation vasculaire rompue, dissection aortique.
- Causes digestives : ulcère creusant ayant atteint un gros vaisseau (en particulier après la prise d’aspirine ou d’anti-inflammatoires non stéroïdiens), maladie de Crohn, hémorroïdes, colique hémorragique, hernie hiatale.
- Causes gynécologiques et obstétricales : endométriose, contraception par stérilet, fibromes, ménorragies abondantes, atonie utérine (hémorragie du post-partum).
- Troubles de la coagulation primaires (c’est-à-dire de naissance) : hémophilie A ou B, maladie de Willebrand, déficit en facteur XIII, hypofibrinogènémie, thrombopathie.
- Troubles de la coagulation secondaires (c’est-à-dire acquis durant la vie) : insuffisance hépatique, déficit en vitamine K, coagulopathie de consommation, anticoagulant circulant (dans le cadre du lupus en particulier).
- Causes tumorales : cancer du côlon, cancer de la vessie (hématurie), cancer de l’utérus, cancer du col de l’utérus, cancer de l’estomac (hématémèse), cancer du poumon (hémoptysie), glioblastome, etc.
- Causes iatrogènes : prise d’anticoagulants (sans surveillance de l’INR), aspirine, anti-inflammatoires non stéroïdiens.
- Causes diverses.

## Traitement
Une hémorragie peut être minime et n’avoir besoin d’aucune prise en charge médicale. Au contraire, lorsque le saignement est abondant (s’il peut imbiber un mouchoir de papier ou de tissu en quelques secondes), la perte de sang est en elle-même dangereuse, car le sang amène l’oxygène aux organes. S’il n’y a plus de sang pour les alimenter (ischémie), ces derniers meurent, entraînant la mort.
Si une hémorragie abondante n’est pas arrêtée, elle induit un collapsus cardiovasculaire, qui évoluera irrémédiablement vers la mort de la personne en l’absence de traitement efficace.

### Premiers secours

#### Saignements peu abondants
Une hémorragie minime peut être caractérisée par l’arrêt du saignement, soit spontané, soit après une courte compression, chez un patient se portant bien. Si elle est d’origine traumatique, son traitement relève de la bobologie : nettoyage et désinfection (penser à la prévention du tétanos chez une personne non vaccinée). Si elle est spontanée, elle requiert dans tous les cas un avis médical rapide mais non urgent ; une rectorragie, par exemple, est le plus souvent conséquence d’hémorroïdes sans gravité, mais peut révéler parfois une maladie plus grave.
Une hémorragie moyenne est un saignement peu abondant qui ne cède pas, ou difficilement à la compression, mais la tolérance générale reste bonne : la compression est efficace, la victime se sent bien mais le saignement reprend dès qu’on la relâche. La victime doit alors se déplacer, si possible, pour une consultation médicale urgente tout en maintenant la compression (éventuellement relayée par un tampon maintenu en place par un lien large, ou un pansement compressif).
Une hémorragie, même bénigne, peut se traduire par un malaise, avec parfois une perte de connaissance, chez certaines personnes sensibles. Le pouls est dans ce cas lent (contrairement à ce qui se passe lors d’un collapsus), témoin d’un malaise vagal, en règle générale bénin.

#### Saignements abondants
Une hémorragie grave comporte des signes de mauvaise tolérance pouvant faire craindre un collapsus cardiovasculaire : sensation de malaise, sueurs, pâleur… Un appel au SAMU est alors indispensable.
Dans le cas d’une hémorragie externe abondante, le principe du traitement repose sur :
- la protection, en particulier neutraliser la cause du traumatisme (par exemple éloigner de l’objet dangereux) ;
- appuyer sur la partie qui saigne pour arrêter le saignement, ou si cela n’est pas possible et dans le cas d’un membre, en amont pour comprimer l’artère (point de compression, garrot) ; maintenir l’appui direct ou la compression à distance jusqu’au relais par les secours ;
- allonger et rassurer la victime ;
- alerter des secours médicalisés (« 112 » dans l’Union européenne, « 15 » en France, « 911 » au Québec) ; si le témoin est seul et doit aller prévenir les secours, il doit relayer son appui par un tampon relais (pansement compressif).

Dans tous les cas, laisser la victime à jeun.

### Prise en charge médicale extra hospitalière
Le premier but est d’arrêter le saignement ; les techniques sont similaires aux techniques de secourisme (pansement compressif à préférer au garrot, ce dernier ne devant être fait qu'en cas d'échec de la compression directe).
Le second but est d’assurer une oxygénation des organes. Si l’état du patient est satisfaisant (l’hémorragie est arrêtée, la perte de sang est faible, on ne constate pas de signe d’aggravation), la prise en charge ne requiert aucune médicalisation particulière.
Si l’on constate un collapsus cardiovasculaire, la première mesure est de mettre en place une oxygénothérapie.
Ensuite, il faut maintenir une pression artérielle stable jusqu’à l’arrivée de l’hôpital. L’objectif est d’atteindre une pression artérielle minimale permettant un transport sans danger. Pour cela, une voie d’abord veineuse (perfusion) est posée, de préférence sur une grosse veine. Un liquide de remplissage, contenant des ions et des macromolécules (empêchant le passage direct de l’eau du soluté vers les tissus en maintenant une pression osmotique correcte) est perfusé de manière plus ou moins rapide, selon la pression artérielle.
Idéalement, le médecin profite de la voie veineuse pour prélever quelques tubes de sang pour analyse : hémogramme et recherche du groupe sanguin particulièrement en vue d’une éventuelle transfusion.
Il peut être également fait usage de vasopresseurs et d’un pantalon anti-choc ; ceci permet de réduire le délai avant transport, et donc avant la prise en charge hospitalière. Ce facteur temps est critique pour les situations nécessitant de la chirurgie en urgence (notion d’heure d'or), notamment dans les cas d’hémorragie interne ou de polytraumatismes ; dans ce cas, le rétablissement d’une pression artérielle « correcte » est parfois illusoire, et le temps perdu sur place réduit les chances de survie. Il faut donc trouver un compromis entre pression artérielle pour éviter le décès durant le transport, et délai de médicalisation pour préserver des chances de survie.

### Traitement médical
L’attitude thérapeutique varie selon la partie du corps qui saigne, ainsi que l’abondance du saignement :
Si le saignement a été abondant avec des signes de mauvaise tolérance, devra être discutée une transfusion sanguine après contrôle du groupe sanguin et accord de la victime, s’il peut être recueilli.
Il est très important de ne jamais oublier de vérifier le statut vaccinal contre le tétanos en cas de plaie liée à un traumatisme !
Dans tous les cas, en dehors de cette prise en charge d’urgence, les hémorragies causée par une maladie sous-jacente doivent recevoir un traitement spécifique (après le contrôle de l’hémorragie).
Les principes d’un traitement chirurgical d’une hémorragie sont :
- assurer l’hémostase, c’est-à-dire arrêter le saignement en suturant le vaisseau responsable ;
- nettoyer abondamment au sérum physiologique s’il s’agit d’une plaie ;
- assurer, si besoin, la décompression des tissus adjacents : évacuation des hématomes, pose de drains.

Cas particuliers :
- plaie cutanée peu profonde : nettoyage de la plaie au sérum physiologique puis ablation d’éventuels corps étrangers, ablation des tissus nécrotiques (tissus morts), désinfection de la plaie et enfin suture de la plaie ;
- plaie cutanée sévère : l’attitude est la même, avec suture des plans profonds touchés : muscles, aponévroses, tendons, etc. Une intervention chirurgicale est alors souvent nécessaire ;
- plaie de la face : idem, en prenant soin de pratiquer une suture sans tension pour obtenir une cicatrice aussi esthétique que possible ;
- hémoptysie : injection de sérum procoagulant au cours d’une fibroscopie bronchique, ou embolisation radiologique (injection sous contrôle radiologique dans l’artère responsable de particules qui vont boucher mécaniquement l’artère) en cas d’échec. Ligature chirurgicale de l’artère responsable en dernier recours ;
- rupture d’anévrisme cérébral : Traitement neurochirurgical avec recherche de l’anévrisme, isolement de son collet, et pose d’un clip. Traitement d’éventuels autres anévrismes (ils sont parfois multiples) ;
- épistaxis : méchage antérieur (introduction d’un tissu imbibé d’un liquide hémostatique par la narine), méchage postérieur (introduction de ce même tissu, mais cette fois dans l’arrière gorge en plus de la narine) en cas d’épistaxis très abondante, ligature artérielle chirurgicale en dernier recours ;
- hémorragie de la délivrance : révision utérine (évacuation manuelle des restes de placenta restés dans l’utérus), suture de plaies vaginocervicales, embolisation de l’artère utérine, hystérectomie (ablation de l’utérus) en dernier recours en cas d'hémorragie cataclysmique incontrôlable ;
- rupture de varices œsophagiennes : fibroscopie digestive pour visualisation, puis pose d’élastiques, ou injection de sérum coagulant. Prescription dans un deuxième temps d’un médicament bêta-bloquant pour la prévention des récidives, et recherche d’une cirrhose.

### Médicaments contre les saignements
Un certain nombre de molécules ont été utilisées en cas d'hémorragie afin d'en limiter l'importance. Ce sont essentiellement des agents anti-fibrinolytiques. Les principaux représentants en sont l'aprotinine, l'acide aminocaproïque et l'acide tranexamique. Ils sont d'une utilité démontrée avec un besoin moindre en transfusion sanguine. Ils sont utilisés souvent en chirurgie dans ce but. L'aprotinine provoque parfois une insuffisance rénale aiguë grave.
Le facteur VII activé recombinant (produit par génie génétique) stimule la coagulation et semble prometteur également dans la maîtrise des saignements graves.
D'autres médicaments ont également été testés, dont la desmopressine.